# Sabin Ilie
Sabin Ilie (* 11. Mai 1975 in Craiova) ist ein ehemaliger rumänischer Fußballspieler, der in der Bundesliga für Energie Cottbus aktiv war. Er ist der Bruder des ehemaligen rumänischen Nationalspielers Adrian Ilie.

## Karriere
Sabin Ilie spielte in seiner Karriere für fast 20 verschiedene Vereine. In der Saison 1996/97 konnte er sich im Trikot von Steaua Bukarest mit 31 Treffern den Titel des Torschützenkönigs der Liga 1 sichern. Von 1998 bis 2002 spielte er beim FC Valencia, hatte aber keine Chancen auf einen Platz in der ersten Mannschaft. So wurde er in dieser Zeit insgesamt sechsmal verliehen, in der Saison 2000/01 an Energie Cottbus. Für die Lausitzer absolvierte er zehn Bundesligaspiele. 2009 beendete Ilie seine Karriere bei Qingdao Hailifeng.
Sein extravaganter Lebensstil sowie die Scheidung von seiner Frau Leta, mit der er zwei Kinder hat, führten dazu, dass sein Vermögen nach wenigen Jahren aufgebraucht war. Im Dezember 2014 entschloss sich Ilie daher, mit dem Fußballspielen erneut anzufangen.

## Titel und Erfolge

### Vereinsmannschaften
- Rumänischer Meister (2): 1996, 1997 mit Steaua Bukarest
- Rumänischer Pokalsieger (2): 1996, 1997 mit Steaua Bukarest
- Rumänischer Supercup-Sieger (1): 1995 mit Steaua Bukarest
- Türkischer Vize-Meister (1): 1998 mit Fenerbahçe Istanbul
- Intertoto-Cup-Sieger (1): 1998 mit dem FC Valencia
- Rumänischer Meister (1): 2002 mit Dinamo Bukarest
- Rumänischer Supercup-Finalist (1): 2001 mit Dinamo Bukarest
- Ungarischer Pokal-Finalist (1): 2003 mit Debrecen Vasutas
- Chinesischer League One Vizemeister (1): 2005 mit Changchun Yatai

### Auszeichnungen
- Torschützenkönig der Divizia A (1): 1997
- Torschützenkönig der Chinesischen League One (1): 2008